# میدان هوایی زرنج
فرودگاه زرنج  (به انگلیسی: Zaranj Airport)  یک فرودگاه همگانی  با کد یاتا ZAJ است . این فرودگاه در ۱۳ مایلی (۲۱ کیلومتری) شرق شهر زرنج در افغانستان قرار دارد و در ارتفاع ۴۸۲ متری از سطح دریا واقع شده است. این یک فرودگاه داخلی زیر نظر وزارت حمل و نقل و هوانوردی افغانستان (MoTCA) است و به مردم ولایت نیمروز خدمات‌رسانی می‌کند. امنیت داخل و اطراف فرودگاه توسط نیروهای امنیت ملی افغانستان تامین می‌شود.
فرودگاه زرنج در ارتفاع ۱۵۹۲ فوتی (۴۸۵ متری) از سطح دریا، دارای یک باند آسفالت به ابعاد ۸۹۶۸ در ۱۴۵ فوت (۲۷۳۳ متر × ۴۴ متر) است. این فرودگاه در گذشته در بخش شمالی زرنج قرار داشت که اکنون زیر نظر وزارت دفاع است. علاوه بر نیروهای مسلح افغانستان و پلیس ملی افغانستان، ارتش ایالات متحده و نیروی بین‌المللی کمک به امنیت (ISAF) نیز در آنجا حضور داشتند.
نزدیکترین فرودگاه‌های افغانستان به فرودگاه زرنج، فرودگاه فراه در ولایت فراه در شمال و فرودگاه بوست در ولایت هلمند است که حدود ۲۵۰ مایل (۴۰۰ کیلومتر)  در بزرگراه به سمت شرق فاصله دارد.

## شرکت‌های هواپیمایی و مقصدهای پروازی
| شرکت‌های هواپیمایی    | مقصدهای پروازی                                              |
| -------------------- | ----------------------------------------------------------- |
| ایست هوریزن ایرلاینز | میدان هوایی بین‌المللی هرات، میدان هوایی بین‌المللی حامد کرزی |

این فرودگاه همچنین پروازهای غیرنظامی و نظامی چارتر را انجام می‌دهد.